# Masaya Okugawa
Masaya Okugawa (奥川 雅也 Okugawa Masaya?, Kōka, Shiga, 14 de abril de 1996) es un futbolista japonés que juega de centrocampista en el Kyoto Sanga F. C. de la J1 League de Japón.

## Trayectoria

### Red Bull Salzburgo
El equipo austriaco se hizo de los servicios del prometedor futbolista japonés a cambio de algo menos de un millón de euros. El acuerdo entre jugador y club era hasta el 30 de junio de 2019.

## Selección
| Selección        | Año  | Partidos | Goles |
| ---------------- | ---- | -------- | ----- |
| Selección sub-19 | 2014 | 2        | 1     |

## Clubes
| Club                        | País     | Año       | Partidos | Goles |
| --------------------------- | -------- | --------- | -------- | ----- |
| Kyoto Sanga F. C.           | Japón    | 2015      | 5        | 1     |
| J.League U-22               | Japón    | 2015      | 4        | 0     |
| F. C. Liefering             | Austria  | 2015-2018 | 64       | 8     |
| S. V. Mattersburgo (cedido) | Austria  | 2017-2018 | 30       | 8     |
| Red Bull Salzburgo          | Austria  | 2018-2021 | 47       | 14    |
| Holstein Kiel (cedido)      | Alemania | 2018-2019 | 21       | 5     |
| Arminia Bielefeld (cedido)  | Alemania | 2021      | 13       | 1     |
| Arminia Bielefeld           | Alemania | 2021-2023 | 67       | 15    |
| F. C. Augsburgo             | Alemania | 2023-2024 | 2        | 0     |
| Hamburgo S. V. (cedido)     | Alemania | 2024      | 8        | 0     |
| F. C. Augsburgo II          | Alemania | 2024-2025 | 8        | 1     |
| Kyoto Sanga F. C.           | Japón    | 2025-     | 13       | 4     |

## Palmarés

### Títulos nacionales
| Título          | Club               | País    | Año  |
| --------------- | ------------------ | ------- | ---- |
| Copa de Austria | Red Bull Salzburgo | Austria | 2020 |
| Bundesliga      | Red Bull Salzburgo | Austria | 2020 |